# هتل استرند پالاس

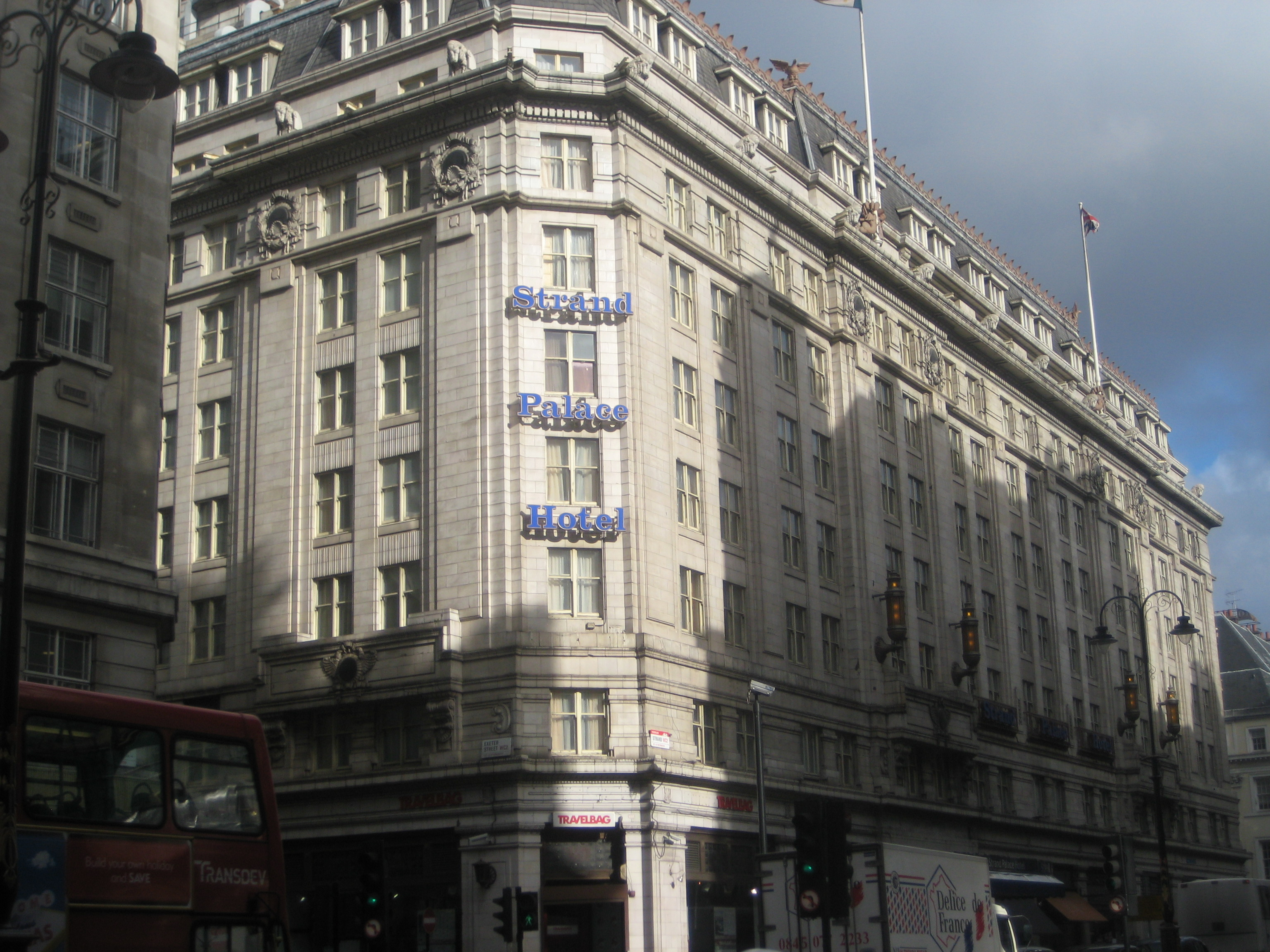
هتل استرند پالاس

هتل استرند پالاس (انگلیسی: Strand Palace Hotel) هتلی بزرگ در قسمت شمالی خیابان استرند در لندن است که در نزدیکی کاونت گاردن، آلدویچ، میدان ترافالگار و رودخانهٔ تیمز واقع شده‌است.
این هتل رد سال ۱۹۰۷ بنا شد و از سال ۱۹۰۹ مورد بهره‌برداری قرار گرفت و حوالی دههٔ ۱۹۳۰ میلادی با سبک آرت دکو نوسازی گردید و سرانجام در سال ۲۰۱۹ اما اکنون با آخرین بازسازی و تعمیرها مدرن‌سازی شد.